# Irja Lautia
Irja Lautia (4 de marzo de 1904 – 1 de octubre de 1976), también conocida como Irja Elstelä, fue una actriz finlandesa.

## Biografía
Su nombre completo era Irja Elisabeth Lautia. Conocida como una diva de las operetas, trabajó en el Teatro de revista Punainen Mylly. 
Como actriz cinematográfica, estuvo especialmente activa entre 1937 y  1944. Intérprete habitualmente de papeles de reparto, en la cinta de Valentin Vaala Niskavuoren naiset encarnó a uno de los personajes protagonistas. Otra de sus películas con Vaala fue la comedia Dynamiittityttö. Lautia trabajó también en varias ocasiones con el director Toivo Särkkä, como en el drama de época codirigido por Yrjö Norta Runon kuningas ja muuttolintu, en el cual la actriz era Tilda Runeberg. Su última actuación cinematográfica fue el papel de abuela en la producción de 1964 Onnelliset leikit, en la cual participaban otros miembros de la familia Elstelä.
Irja Lautia, que falleció en 1976, se había casado con el director Ossi Elstelä en 1926. La pareja tuvo a Kaarlo Esko Oskar (1931–2007), Riitta Marja-Leena (1940) y Anna Kristiina (1943).

## Filmografía
- 1937 : Juurakon Hulda
- 1938 : Poikamiesten holhokki
- 1938 : Niskavuoren naiset
- 1939 : Pikku pelimanni
- 1939 : Jumalan tuomio
- 1939 : Helmikuun manifesti
- 1939 : Eteenpäin – elämään
- 1940 : Tavaratalo Lapatossu & Vinski
- 1940 : Suotorpan tyttö
- 1940 : Runon kuningas ja muuttolintu
- 1942 : Onni pyörii
- 1943 : Suomisen taiteilijat
- 1943 : Hevoshuijari
- 1944 : Dynamiittityttö
- 1944 : Ballaadi
- 1947 : Pimeänpirtin hävitys
- 1949 : Pikku pelimannista viulun kuninkaaksi
- 1953 : Sillankorvan emäntä
- 1956 : Yhteinen vaimomme
- 1964 : Onnelliset leikit, segmento Tikku
- 1964 : Onnelliset leikit